# Jörg Freiherr Frank von Fürstenwerth
Jörg Freiherr Frank von Fürstenwerth (* 7. Juli 1954 in Hamburg) ist ein deutscher Rechtsanwalt und war von 1996 bis 2020 geschäftsführendes Präsidiumsmitglied und Vorsitzender der Hauptgeschäftsführung des Gesamtverbandes der Deutschen Versicherungswirtschaft e. V. (GDV).

## Leben
Nach Abitur und Wehrdienst studierte Frank von Fürstenwerth Rechts – und Staatswissenschaften sowie Volkswirtschaftslehre in Bonn und London. Den juristischen Vorbereitungsdienst (Referendariat) absolvierte er in Köln, Berlin und Washington, D.C. 1985 promovierte er mit einer Arbeit zum Außenwirtschaftsrecht an der Universität zu Köln zum Dr. iur. 1983 bis 1987 war er als Rechtsanwalt in einer internationalen Anwaltskanzlei tätig. 1987 wechselte er zum Gesamtverband der Deutschen Versicherungswirtschaft e. V. (GDV): Von 1996 bis 2020 war von Fürstenwerth geschäftsführendes Präsidiumsmitglied und Vorsitzender der Hauptgeschäftsführung des Gesamtverbandes der Deutschen Versicherungswirtschaft.
Frank von Fürstenwerth ist Präsident des Kuratoriums Deutsche Stiftung für internationale rechtliche Zusammenarbeit e. V. (IRZ-Stiftung), stv. Vorsitzender des Kuratoriums der Stiftung Erinnerung, Verantwortung und Zukunft und  Mitglied des Aufsichtsrats des Pensions-Sicherungs-Vereins, Versicherungsverein auf Gegenseitigkeit. Seit Oktober 2020 ist von Fürstenwerth Mitglied des EWSA in Brüssel. Dieses Amt hatte er bereits von 2002 bis 2006 und von 2011 bis 2015 inne.
2011 erhielt Frank von Fürstenwerth das Verdienstkreuz am Bande des Verdienstordens der Bundesrepublik Deutschland für sein Engagement zur Entschädigung der Opfer des Holocaust. 2022 erfolgte mit der Verleihung des Verdienstkreuzes 1. Klasse durch den Bundespräsidenten die Höherstufung für neuerliche besondere Verdienste um das Allgemeinwohl.

## Schriften
- Frank von Fürstenwerth, Ermessensentscheidungen im Außenwirtschaftsrecht, Köln 1985, ISBN 3-452-20476-6
- Frank von Fürstenwerth, Die Versicherungswirtschaft nach der 6. GWB-Novelle, in: Festschrift für Horst Baumann, 77–96, Karlsruhe 1999, ISBN 3-88487-806-9
- Frank von Fürstenwerth, Weiß, Versicherungsalphabet(VA), 10. Auflage Karlsruhe 2002, ISBN 978-3-88487-896-5
- Frank von Fürstenwerth, Ralf Gütersloh, Gerechtigkeit und Rechtsfrieden – Zur Entschädigung von Versicherungsverträgen der Opfer des Holocaust –, in: Recht und Risiko, Festschrift für Helmut Kollhosser, 113–132, Karlsruhe 2004, ISBN 978-3-89952-105-4
- Frank von Fürstenwerth, Gause, Die Erweiterung des Lamfalussy-Verfahrens auf den Versicherungssektor, in Festschrift Lorenz, Kontinuität und Wandel des Versicherungsrechts, 253 – 281, Karlsruhe 2004, ISBN 3-89952-132-3
- Frank von Fürstenwerth, Marzin, Bemerkungen zu den Vertriebswegen der deutschen Versicherungswirtschaft, in: Ein Leben mit der Versicherungswissenschaft, 133–150, Karlsruhe 2005, ISBN 3-89952-194-3
- Frank von Fürstenwerth, Ralf Gütersloh, Die Regulierung von Sperrkontenfällen – Ein unbekanntes Kapitel deutscher Versicherungsgeschichte, in: Liber amicorum für Gerrit Winter, 35–50, Karlsruhe 2007, ISBN 978-3-89952-338-6